# Mrs K
《Mrs K》是2017年的動作片，由何宇恆導演，陳中泰任動作設計，惠英紅、任達華領銜主演，伍佰、劉永聯袂演出。

## 劇情簡介
MRS K（惠英紅飾）是個外表普通的家庭主婦，跟醫生老公（伍佰飾）及女兒一直過著寫意生活。直至一日，一位來自澳門的老差骨突然前來探訪，原來是向MRS K勒索，否則會公開她多年前，曾一行五人策劃的澳門世紀賭場劫案，令她無日安寧。與此同時，劫案後四散的三位同黨，紛紛隱姓埋名過住安隱生活，但連日來三人都先後遭神秘人所殺，而行兇的正是當日劫案後，因分贓不勻而被MRS K親手所殺的第五人（任達華飾）。他的出現，是要搶回過去應得的一切，並對準目標，由MRS K的女兒落手…！

## 外部連結
- 香港影庫上《Mrs K》的資料（繁體中文）
- 豆瓣电影上《Mrs K》的資料 （简体中文）
- 时光网上《Mrs K》的資料（简体中文）
- 互联网电影数据库（IMDb）上《Mrs K》的资料（英文）